# Ranunculus tridactylus
Ranunculus tridactylus är en ranunkelväxtart som beskrevs av Hj. Eichl.. Ranunculus tridactylus ingår i släktet ranunkler, och familjen ranunkelväxter. Inga underarter finns listade i Catalogue of Life.